# 莫里斯·于埃
莫里斯·于埃（法語：Maurice Huet，1918年12月1日—1991年6月8日），生于巴黎，法国男子击剑运动员。他曾获得1948年夏季奥运会击剑比赛男子重剑团体金牌。他于1991年在图尔去世。